# Papócsi László
Papócsi László (Balassagyarmat, 1939. december 20. – Budapest, 2015. december 14.) magyar állatorvos, egyetemi tanár, fő kutatási területe a járványtan. Számos tudományos publikáció szerzője.

## Tanulmányai
Középiskolai tanulmányait a Budapesti Állategészségügyi Technikumban 1958-ban fejezte be. Állatorvos-doktori végzettségét Summa cum laude szerezte a budapesti Állatorvostudományi Egyetemen 1964-ben. PhD fokozatát 1982-ben szerezte. Német és orosz nyelven beszél.

## Szakmai életútja
1964-től a Bábolnai Állami Gazdaság állatorvosa, laboratóriumvezetője, majd 1967-től ugyanitt főállatorvos, állategészségügyi igazgató. 1973-tól biológiai igazgató a Bábolnai Mezőgazdasági Kombinátban, majd 1975-től 1982-ig ugyanitt vezérigazgató helyettes. 1982 és 1990 között miniszterhelyettes a Mezőgazdasági és Élelmezésügyi Minisztériumban. 1983 és 1999 között a Magyar Lovas Szövetség elnöke. 1990 és 1997 között a Bábolna Rt. vezérigazgatója. 1991 és 1999 között a Magyar Állattenyésztők Szövetségének elnöke. 1992-től 1999-ig a Magyar Faluért Alapítvány elnöke. 1997 és 2003 között a Pannonia Egyetemi Kutatási Koordinációs Központ igazgatója. 2004-től az Agrárlogiszikai Klub elnöke.
Fontosabb területei az állatorvostudomány, takarmányozás, állatgenetika (ló-, baromfi-, sertés-, juhtenyésztés), biotechnológia, vállalati irányítás, rendszerszervezés, informatika, szaktanácsadás, környezetgazdálkodás, vidék- és falufejlesztés, kutatásszervezés.
1980-ban címzetes egyetemi docens lett az Állatorvostudományi Egyetemen. 1990-ben címzetes egyetemi tanári kinevezést kapott a Pannon Agrártudományi Egyetem mosonmagyaróvári karán. 1997-től a Pannon Egyetem, 2005-től a Szent István Egyetem címzetes egyetemi tanára.

## Családja
Felesége Romhányi Magdolna (1940), gyermekei pedig Katalin (1962), László (1967) és Péter (1973). Tíz unokája közül négy fiú és hat leány.

## Kitüntetései
- Munka Érdemrend ezüst és arany fokozata
- Eötvös Loránd-díj
- Hutÿra-, Marek- és Kotlán-emlékérem
- Magyar Sport Érdemérem arany fokozata
- Konkoly-Thege Sándor-díj
- Gróf Széchenyi István-emlékérem

## Kutatható iratanyaga
Miniszterhelyettesi működési időszakából 6,00 iratfolyóméternyi (50 doboznyi), maradandó értékűnek minősített iratanyaga került az Országos Levéltár, mai nevén Magyar Nemzeti Levéltár Országos Levéltára őrizetébe, ahol az a XIX-K-9-bf törzsszámon kutatható.